# 维夫朗拉维尔
维夫朗拉维尔（法語：Vufflens-la-Ville）是瑞士联邦西部法语区的沃州下设的一个镇。在行政上属于沃州格罗区管辖。维夫朗拉维尔的总面积为5.38平方公里。截至2010年底，总人口为1,070。

## 地理
沃诺日河从维夫朗拉维尔西部边境附近穿过。